# Regatta
Regatta – marka odzieży i akcesoriów outdoorowych z Wielkiej Brytanii, należąca do Regatta Limited, rodzinnej firmy działającej na rynku angielskim od 1981 roku. Obecnie (2020) zatrudnia 1853 pracowników, eksportując swoje produkty do 83 krajów. Firma deklaruje obroty na poziomie 262 mln funtów brytyjskich.
W 1981 r.  Regatta założona została przez Lionela Blacka. Obecnie prowadzona jest przez jego dzieci, Keitha i Joanne. Siedziba firmy znajduje się w Manchesterze, w pobliżu Trafford Centre. Główny magazyn dystrybucyjny Regatty działa w Ellesmere Port. Centralne biuro Regatty na Europę Centralną i Wschodnią znajduje się w Polsce, w Modlnicy koło Krakowa.
Regatta jest częścią Regatta Group - konsorcjum na które składa się kilka marek sportowych o outdoorowych. Równolegle prowadzone są: Dare2B (głównie dla dyscyplin takich jak narciarstwo, kolarstwo, fitness), Craghoppers, Regatta Proffesional oraz Hawkshead.
Ubrania oznaczone marką Regatta co roku pojawiają się w dwóch liniach: Active (przeznaczona do wysiłku i użytkowania w trudnych warunkach) oraz Lifestyle (do użytku na co dzień).

## Historia
Regatta jako marka angielska powstała na początku lat 80. XX wieku. Jako jeden z pierwszych producentów w tym okresie, rodzina Black postawiła na współpracę z podwykonawcami azjatyckimi. Zaczynając z 12 pracownikami, w 2000 roku zatrudniała już ponad 400 osób. W 1995 roku Regatta odkupiła markę Craghoppers, i dołączyła do własnej oferty, głównie na rynku brytyjskim i irlandzkim.
W 2009 r. w Limerick otwarto pierwszy sklep własny poza granicami Wlk. Brytanii. W latach 2009–2013 odnotowano wzrost sprzedaży na poziomie 20%, dzięki czemu zainwestowano w kolejne brandy i rynki europejskie. W 2010 właściciel uratował od upadku lokalną sieć sklepów Hawkshead, wykupując jej udziały przed ogłoszeniem bankructwa. W 2011 roku pojawiła się m.in. w Polsce, gdzie obecnie znajduje się główna centrala operacyjna na Europę Centralną i Wschodnią (Czechy, Słowacja, Litwa, Łotwa, Węgry, Chorwacja).
Od 2012 roku Regatta Group jest częścią Inicjatywy Etycznego Handlu – stowarzyszenia właścicieli marek zaangażowaną w poprawę warunków życia pracowników wielu branż.
W latach 2012 i 2013 roku firma dwukrotnie otrzymała prestiżową Queen's Awards for Enterprise (Królewską Nagrodę Przedsiębiorczości) - najważniejszą, oficjalną nagrodę na rynku brytyjskim, przyznawaną corocznie od 1965 roku firmom i organizacjom handlowym "za wybitne osiągnięcia w dziedzinie innowacji i rozwoju handlu międzynarodowego". Firma zwraca też uwagę na wkład w walkę ze współczesnym niewolnictwem, określając wymagania dla podwykonawców oraz dla pracowników, które są przez nich zatrudniani (np. ilość godzin wykonywanej pracy). W 2017 roku Regatta otrzymała nagrodę Manchester Evening New Business za działanie na rzecz zaangażowania w prawa pracowników i wszechstronne wprowadzenie zasad odpowiedzialnego biznesu.

## Ambasadorzy marki
W ostatnich latach Regatta nawiązała promocyjną ze sportowcami i celebrytami. Wśród ambasadorów marki w sezonie wiosna/lato 2019 znalazła się brytyjska piosenkarka i celebrytka Kimberley Walsh, zwyciężczyni popularnego w Wielkiej Brytanii muzycznego show "Popstars: The Rivals".